# Венгры в Бразилии
Венгры в Бразилии  — этническое меньшинство на территории современной Бразилии.

## Численность
Численность венгров в Бразилии (порт. Húngaro-brasileiro или magiar-brasileiro, венг. Brazíliai magyarok), а точнее, бразильцев, которые имеют венгерские корни, составляет около 80 тысяч человек. Большинство бразильских венгров проживает в Сан-Паулу и прилегающих к нему районах, а также в Рио-де-Жанейро.